# Apiosphaeria guaranitica
Apiosphaeria guaranitica är en svampart som först beskrevs av Carlos Luis Spegazzini, och fick sitt nu gällande namn av Franz Xaver von Höhnel 1909. Apiosphaeria guaranitica ingår i släktet Apiosphaeria och familjen Phyllachoraceae.   Inga underarter finns listade i Catalogue of Life.